# Сельское хозяйство
Се́льское хозя́йство — отрасль экономики, направленная на обеспечение населения продовольствием и получение сырья для ряда отраслей промышленности. Отрасль является одной из важнейших, представленной практически во всех странах мира. В мировом сельском хозяйстве занято около 1 млрд экономически активного населения (ЭАН).
От состояния отрасли зависит продовольственная безопасность государства. С проблемами сельского хозяйства прямо или косвенно связаны такие науки, как агрономия, животноводство, мелиорация, растениеводство, лесоводство и др.
Возникновение сельского хозяйства связано с так называемой «неолитической революцией» в средствах производства, начавшейся около 12 тысяч лет назад и приведшей к возникновению производящего хозяйства и последующему развитию цивилизации.

## История развития сельского хозяйства
Сельское хозяйство с приручением животных и выращиванием растений появилось, по крайней мере, 10 000 лет назад,
сперва в регионе Плодородного полумесяца, а затем в Китае. Сельское хозяйство претерпело значительные изменения со времён раннего земледелия. В Передней Азии, Египте, Индии началось первое планомерное выращивание и сбор растений, которые ранее собирали в диком виде. Первоначально сельское хозяйство обеднило диету людей — из нескольких десятков постоянно употребляемых растений для сельского хозяйства пригодной оказывалась небольшая доля.
Независимое развитие сельского хозяйства произошло в Северном и Южном Китае, в Африке — Сахель, Новой Гвинее, части Индии и нескольких регионах Америки. Сельскохозяйственные практики, такие, как орошение, севооборот, удобрения, и пестициды были разработаны довольно давно, но добились больших успехов только в XX веке. Антропологические и археологические свидетельства из разных мест Юго-Западной Азии и Северной Африки указывают на использования диких зёрен около 20 тысяч лет назад.
В Китае рис и просо были одомашнены в 8000 г. до н. э., с последующим одомашниванием бобовых и соевых. В регионе Сахель местный рис и сорго были местного произрастания к 5000 г. до н. э. Также там одомашнили картофель и батат. Местные культуры были одомашнены самостоятельно в Западной Африке и, возможно, в Новой Гвинее и Эфиопии. Доказательство присутствия пшеницы и некоторых бобовых в 6-м тысячелетии до н. э. были найдены в долине Инда. Апельсины культивировались в те же тысячелетия. Из сельскохозяйственных культур, выращиваемых в долине около 4000 г. до н. э. были, как правило, пшеница, горох, семя кунжута, ячмень, финики и манго. К 3500 г. до н. э. выращивание хлопка и текстиля были достаточно продвинутыми в долине. К 3000 г. до н. э. началось культивирование риса. Тростниковый сахар также начал выращиваться в то же время. К 2500 г. до н. э. рис является важным продуктом питания в Мохенджо-Даро рядом с Аравийским морем. У индийцев были большие города с хорошо оснащёнными зернохранилищами. В трёх регионах Америки независимо друг от друга одомашнили кукурузу, кабачки, картофель, красный перец и подсолнухи. В Юго-Восточной Азии начали выращивать ямс и таро.
Одомашнивание местных животных также продвигалось вперёд: в Китае для вспахивания земли приручили буйвола, а отходы отдавали свиньям и курам, в Юго-Восточной Азии для утилизации отходов и получения удобрения, навоза, начали выращивать коз, свиней, овец и крупный рогатый скот.
Если под сельским хозяйством понимать масштабное интенсивное возделывания земли, монокультуры, организованное орошение, и использование специализированного труда, звание «изобретателей сельского хозяйства» можно присвоить шумерам, начиная с 5500 года до нашей эры. Интенсивное сельское хозяйство позволяет содержать гораздо большую плотность населения, чем при использовании методов охоты и собирательства, а также даёт возможность для накопления избыточного продукта для межсезонья, использования, или продажи/обмена. Возможность фермеров, способных прокормить большое число людей, деятельность которых не имеют ничего общего с сельским хозяйством, стало решающим фактором в появлении постоянных армий.
С XV столетия вследствие европейской колонизации земель по всему миру начался так называемый колумбов обмен. В этот период основу питания простого народа составляли именно продукты местного сельского хозяйства, а сельскохозяйственные культуры и животные, которые ранее были известны только в Старом Свете, были привнесены в Новый Свет, и наоборот. В частности, помидор широко распространился в европейской кухне. Кукуруза и картофель также стали известны широким массам европейцев. Из-за начавшейся международной торговли разнообразие выращиваемых культур снизилось: вместо множества мелких сельскохозяйственных культур земли стали засевать огромными полями монокультур, примером могут служить плантации бананов, сахарного тростника и какао.
С быстрым ростом механизации в конце XIX и XX века тракторы и, позже, комбайны позволили производить сельскохозяйственные работы с ранее невозможной скоростью и в огромных масштабах. Благодаря развитию транспорта и прогрессу в развитых странах население может круглогодично употреблять фрукты, овощи и прочие продукты питания, привезённые из других стран. Тем не менее, разнообразие культур оставляет желать лучшего: по оценкам ООН, среди растительной пищи 95 процентов энергии люди получают от 30 культур.

## Роль сельского хозяйства в экономике
Большинство развитых стран считает поддержку сельхозпроизводителей приоритетом в аграрной политике. В странах Евросоюза в последние годы уровень финансирования сельского хозяйства составил 300 долларов США на 1 гектар сельхозугодий, в Японии — 473 долл./га, в США — 324 долл./га, в Канаде — 188 долл./га, в России — 10 долл./га. Совокупная бюджетная поддержка производителей от стоимости валовой сельскохозяйственной продукции в экономически развитых странах составляет 32-35 %, однако в России и развивающихся странах — не более 7 %.
Роль сельского хозяйства в экономике страны или региона показывает её структуру и уровень развития. В качестве показателей роли сельского хозяйства применяют долю занятых в сельском хозяйстве среди экономически активного населения, а также удельный вес сельского хозяйства в структуре валового внутреннего продукта. Эти показатели достаточно высоки в большинстве развивающихся стран, где в сельском хозяйстве занято более половины экономически активного населения. Сельское хозяйство там идёт по экстенсивному пути развития, то есть увеличение товарной продукции достигается расширением посевных площадей, увеличением поголовья скота, увеличение числа занятых в сельском хозяйстве. В таких странах, экономики которых относятся к типу аграрных, низки показатели механизации, химизации, мелиорации и др.
Наиболее высокого уровня достигло сельское хозяйство развитых стран Европы и Северной Америки, вступивших в постиндустриальную стадию. В сельском хозяйстве там занято 2-6 % экономически активного населения. В этих странах «зелёная революция» произошла ещё в середине XX века, сельское хозяйство характеризуется научно-обоснованной организацией, повышением производительности, применением новых технологий, систем сельскохозяйственных машин, пестицидов и минеральных удобрений, использованием генной инженерии и биотехнологии, робототехники и электроники, то есть развивается по интенсивному пути.
Подобные прогрессивные изменения происходят и в странах, относящихся к типу индустриальных, однако уровень интенсификации в них ещё значительно ниже, а доля занятых в сельском хозяйстве выше, чем в постиндустриальных.
При этом в развитых странах наблюдается кризис перепроизводства продовольствия, а в аграрных наоборот, одной из острейших проблем является продовольственная проблема (проблема недоедания и голода).
Развитое сельское хозяйство является одним из факторов безопасности страны, так как делает её менее зависимой от других стран. По этой причине сельское хозяйство поддерживается и субсидируется в развитых, индустриальных странах, хотя с экономической точки зрения более выгодно было бы завозить продукты из менее развитых государств.

## Отраслевые и региональные особенности
Отрасль сельского хозяйства имеет следующие основные особенности:
1. Экономический процесс воспроизводства переплетается с естественным процессом роста и развития живых организмов, развивающихся на основе биологических законов.
2. Циклический процесс естественного роста и развития растений и животных обусловил сезонность сельскохозяйственного труда.
3. В отличие от промышленности технологический процесс в сельском хозяйстве тесно связан с природой, где земля выступает в роли главного средства производства.

Специалисты ФАО отмечают, что 78 % земной поверхности испытывают серьёзные природные ограничения для развития земледелия, 13 % площадей отличаются низкой продуктивностью, 6 % средней и 3 % высокой. В 2009 г. в сельском хозяйстве использовалось 37,6 % всей суши, в том числе распахано 10,6 %, 25,8 % используется под пастбища и ещё 1,2 % под многолетними культурами. Особенности агроресурсной ситуации и специализации сельского хозяйства значительно различаются по регионам. Выделяется несколько термических поясов, каждый из которых характеризуется своеобразным набором отраслей растениеводства и животноводства:
1. Холодный пояс занимает обширные пространства на севере Евразии и Северной Америки. Земледелие здесь ограничено недостатком тепла и многолетней мерзлотой. Растениеводство здесь возможно только в условиях закрытого грунта, а на низкопродуктивных пастбищах развивается оленеводство.
2. Прохладный пояс охватывает обширные территории Евразии и Северной Америки, а также узкую полосу на юге Анд в Южной Америке. Незначительные ресурсы тепла ограничивают набор культур, которые здесь можно выращивать (скороспелые культуры — серые хлеба, овощи, некоторые корнеплоды, ранний картофель). Земледелие носит очаговый характер.
3. Умеренный пояс в южном полушарии представлен в Патагонии, на побережье Чили, островах Тасмания и Новая Зеландия, а в северном занимает почти всю Европу (кроме южных полуостровов), юг Сибири и Дальнего Востока, Монголию, Тибет, северо-восток Китая, юг Канады, северо-восточные штаты США. Это пояс массового земледелия. Пашней заняты практически все пригодные по рельефу территории, её удельная площадь доходит до 60-70 %. Здесь широкий набор выращиваемых культур: пшеница, ячмень, рожь, овёс, лён, картофель, овощи, корнеплоды, кормовые травы. В южной части пояса произрастает кукуруза, подсолнечник, рис, виноград, фруктовые и плодовые деревья. Пастбища по площади ограничены, они доминируют в горах и аридных зонах, где развито отгонное животноводство и верблюдоводство.
4. Тёплый пояс соответствует субтропическому географическому поясу и представлен на всех материках, кроме Антарктиды: он охватывает Средиземноморье, большую часть территории США, Мексики, Аргентины, Чили, юг Африки и Австралии, Южный Китай. Здесь выращивают два урожая в год: зимой — культуры умеренного пояса (зерновые, овощи); летом — тропические однолетники (хлопчатник) или многолетники (оливковое дерево, цитрусовые, чай, грецкий орех, инжир и др.). Здесь господствуют низкопродуктивные, сильно деградирующие от неконтролируемого выпаса пастбища.
5. Жаркий пояс занимает обширные пространства Африки, Южной Америки, северную и центральную Австралию, Малайский архипелаг, Аравийский полуостров, Южную Азию. Выращивается кофейное и шоколадное деревья, финиковая пальма, батат, маниок и др. В субаридных зонах находятся огромные по площади пастбища с бедной растительностью.

## Структура сельского хозяйства
Сельское хозяйство входит в состав агропромышленного комплекса и включает в себя следующие основные отрасли:
- аквакультура
  - рыбоводство
- грибоводство
- животноводство
  - звероводство
    - кролиководство

  - верблюдоводство
  - козоводство
  - коневодство
  - муловодство
  - овцеводство
  - оленеводство
  - птицеводство
  - пчеловодство
  - свиноводство
  - скотоводство (выращивание крупного рогатого скота)
  - шмелеводство
- Кормопроизводство
  - луговодство — получение пригодных пастбищ и кормов для животноводства.
- растениеводство
  - семеноводство
  - виноградарство
  - овощеводство и бахчеводство
  - садоводство
    - плодоводство
    - декоративное садоводство

### Производство культур
Товарные культуры — это культурные растения, которые фермеры выращивают с целью продажи продукции на рынке для получения прибыли.
Овощеводство и бахчеводство занимается производством следующих овоще-бахчевых культур:
- картофель;
- листовые культуры: капуста, салат, шпинат, укроп, листовая петрушка и др.;
- плодовые культуры: томат, огурец, тыква, кабачок, патиссон, баклажан, перец;
- луковичные культуры: лук и чеснок;
- корнеплоды: морковь, столовая свёкла, пастернак, петрушка, сельдерей, репа, редис, редька и др.;
- бахчевые культуры: арбуз, дыня, тыква и др.

Растениеводство занимается производством следующих культур:
- зерновые культуры: пшеница, ячмень, рожь, овёс, рис, кукуруза, гречиха, сорго и др.;
- зернобобовые культуры: горох, фасоль, чечевица, соя и др.;
- кормовые культуры: кормовые травы, силосные культуры, кормовые корнеплоды, кормовые бахчевые культуры;
- технические культуры
  - пищевые культуры: сахарный тростник, сахарная свёкла, крахмалоносные культуры, лекарственные растения;
  - текстильные культуры: хлопчатник, лён, джут, конопля;
  - каучуконосы: гевея;
- тонизирующие культуры: чай, кофе, какао;
- масличные и эфиромасличные культуры
  - масличные культуры: подсолнечник, клещевина, горчица, рапс, кунжут, рыжик (растение), конопля, лён, кокосовая пальма, масличная пальма, оливковое дерево;
  - эфиромасличные культуры: кориандр, анис, тмин и др.

### Административная структура сельского хозяйства в РФ
В России за функционирование сельского хозяйства отвечает Министерство сельского хозяйства Российской Федерации которому подчинены 14 департаментов, Россельхознадзор, Росрыболовство, а также некоторые подведомственные организации.

## Воздействие на окружающую среду
Сельское хозяйство оказывает большее воздействие на природную среду, чем любая другая отрасль производства. Причина этого в том, что сельское хозяйство требует огромных земельных площадей. В результате меняются ландшафты целых континентов. На Великой Китайской равнине рос субтропический лес, переходя на севере в уссурийскую тайгу, а на юге в джунгли Индокитая. В Европе агроландшафт вытеснил широколиственные леса, на Украине поля заменили степи.
Сельскохозяйственные ландшафты оказались неустойчивы, что привело к ряду локальных и региональных экологических катастроф. Так, неправильная мелиорация стала причиной засоления почв и потери большей части возделываемых земель Древней Месопотамии, глубокая распашка привела к пыльным бурям в Казахстане и Америке, перевыпас скота и земледелие к опустыниванию в зоне Сахель в Африке.
По данным ФАО, 74 % мировой продукции животноводства в 2011 году пришлись на не мясные продукты[уточнить]. Согласно исследованию Poore J., Nemecek T., на животноводство уходит 77 % всех сельскохозяйственных угодий, включая выращивание кормовых культур.
Факторы воздействия земледелия на природную среду:
- сведение природной растительности на сельхозугодиях, распашке земель;
- обработка (рыхление) почвы, особенно с применением отвального плуга;
- применение минеральных удобрений и ядохимикатов (пестицидов);
- мелиорация земель.

И сильнее всего воздействие на сами почвы:
- разрушение почвенных экосистем;
- потеря гумуса;
- разрушение структуры и уплотнение почвы;
- водная и ветровая эрозия почв.

Существуют определённые способы и технологии ведения сельского хозяйства, которые смягчают или полностью устраняют негативные факторы, например, технологии точного земледелия.
Факторы воздействия животноводства на природную среду:
- перевыпас, то есть выпас скота в количествах превышающих способности пастбищ к восстановлению;
- непереработанные отходы животноводческих комплексов.

К общим нарушениям, вызываемым сельскохозяйственной деятельностью можно отнести:
- загрязнение поверхностных вод (рек, озёр, морей) и деградация водных экосистем при эвтрофикации; загрязнение грунтовых вод;
- сведение лесов и деградация лесных экосистем (обезлесение);
- нарушение водного режима на значительных территориях (при осушении или орошении);
- опустынивание в результате комплексного нарушения почв и растительного покрова;
- уничтожение природных мест обитаний многих видов живых организмов и как следствие вымирание и исчезновение редких и прочих видов.

Во второй половине XX века стала актуальна ещё одна проблема: уменьшение в продукции растениеводства содержания витаминов и микроэлементов и накопление в продукции как растениеводства, так и животноводства, вредных веществ (нитратов, пестицидов, гормонов, антибиотиков и т. п.). Причина — деградация почв, что ведёт к снижению уровня микроэлементов и интенсификация производства, особенно в животноводстве.
Согласно результатам обнародованным Счётной палатой Российской Федерации на 2007 год, примерно одна шестая часть территории страны, где проживает более 60 млн человек, является экологически неблагополучной.

### Пути снижения вредных воздействий на окружающую среду
- Точное земледелие
- Почвозащитное земледелие[10]
- Органическое сельское хозяйство
- Генная инженерия
- Хомобиотический оборот[11]
- Химизация сельского хозяйства
- Пермакультура

## Будущее сельского хозяйства
- В настоящее время идут исследования по совершенствованию форм ведения сельского хозяйства, с помощью методов селекции и генной инженерии выводятся новые виды растений и животных, более устойчивые к вредителям, жизнестойкие, обладающие более высокими продуктивными качествами.
- Внедрение искусственного интеллекта в данную сферу[12].

на иных планетах:
- Константин Циолковский ещё в начале XX века утверждал, что освоение дальнего космоса невозможно без создания автономных станций, способных самостоятельно производить кислород и пищевые продукты.
- В далёкой перспективе рассматривается возможность терраформирования планет для создания на них условий пригодных для жизни и поддержания привычной для человека биосферы.

## Коды в системах классификации знаний
- УДК 63.
- Государственный рубрикатор научно-технической информации России (по состоянию на 2001 год): 68 СЕЛЬСКОЕ И ЛЕСНОЕ ХОЗЯЙСТВО.